# Lucien Gueneau
Pour les articles homonymes, voir Gueneau.
Lucien Philippe Gueneau, ou Guéneau, né le 31 décembre 1832 à Brinon-sur-Beuvron et mort le 23 septembre 1908 à Nevers,, est un écrivain et historien français, membre fondateur puis président de la Société académique du Nivernais.
Il exerce les fonctions de sous-préfet de Château-Chinon intra-muros (actuel Château-Chinon) en 1877, de sous-préfet Gex de 1881 à 1883 puis de maire de Luzy de 1884 à 1885. En parallèle, il s'investit dans les recherches sur l'histoire locale du canton de Luzy et publie de nombreux ouvrages et brochures historiques.

## Biographie
Lucien Gueneau naît à la toute fin de l'année 1832 à Luzy où son père Jean-Baptiste Auguste y est médecin. Son grand-père, Pierre, était un tanneur député de la Nièvre à la Fédération. Sa grand-mère, Marie-Guillemette Thollé, est la nièce de l'évêque constitutionnel de Nevers Guillaume Tollet, Gueneau descend donc d'une famille républicaine de langue date.
Après des études aux collèges de Bourbon-Lancy et de Moulins-sur-Allier, Gueneau s'engage en 1851 au 10e régiment de chasseurs à cheval. Brigadier, puis maréchal-des-logis, il passe avec son grade au 2e régiment de Cuirassiers de la Garde, et fait, avec ce régiment, la onzième guerre d'Italie pendant laquelle il est nommé sous-lieutenant le 15 juin 1859. Il est alors promu lieutenant au 8e régiment de chasseurs le 28 mars 1865, puis capitaine le 26 décembre 1868.
Le 2 septembre 1870, durant la guerre franco-allemande de 1870, il partage le sort de l'armée du Rhin à la suite de la défaite française face à la Prusse lors de la bataille de Noisseville. Après la capitulation de Sedan, il est emmené prisonnier à Magdebourg et ne rentre en France qu'après la signature du traité de Francfort. Le 20 mai 1871, il donne sa démission de l'armée.
Élu en 1873 conseiller municipal et adjoint du maire de la ville de Luzy, son pays natal, il est révoqué par l'Ordre moral en raison de ses opinions républicaines. Réélu peu après, il est de nouveau révoqué le 16 mai de la même année et réélu de suite. Deux gendarmes lui sont même envoyés pour lui dresser procès-verbal sous le prétexte qu'il aurait fait du tapage dans la rue — on espérait ainsi intimider les électeurs, il n'en fut rien. À la chute de l'Ordre moral quatre ans plus tard, le gouvernement voulant établir une administration sérieusement républicaine, on le nomme sous-préfet de Château-Chinon Intra-Muros (actuel Château-Chinon (Ville)). En 1881, il est nommé sous-préfet de Gex, dans l'Ain, où il restera jusqu'au 26 juin 1883, époque à laquelle, à la suite d'une opération de la cataracte, il obtient sa mise à la retraite et est nommé sous-préfet honoraire.
Gueneau revient donc alors à Luzy, où il est élu maire en 1884. Atteint d'une nouvelle maladie oculaire, il doit quitte son mandat l'année suivante, laissant la place à son premier adjoint Jean Chandioux. Depuis lors il est mêlé à toutes les luttes politiques du département de la Nièvre et fournit une active collaboration à tous les journaux républicains de la région dont la République de Nevers, l'Union républicaine de la Nièvre (pour celui-ci, de 1880 à 85), la Vendée républicaine.

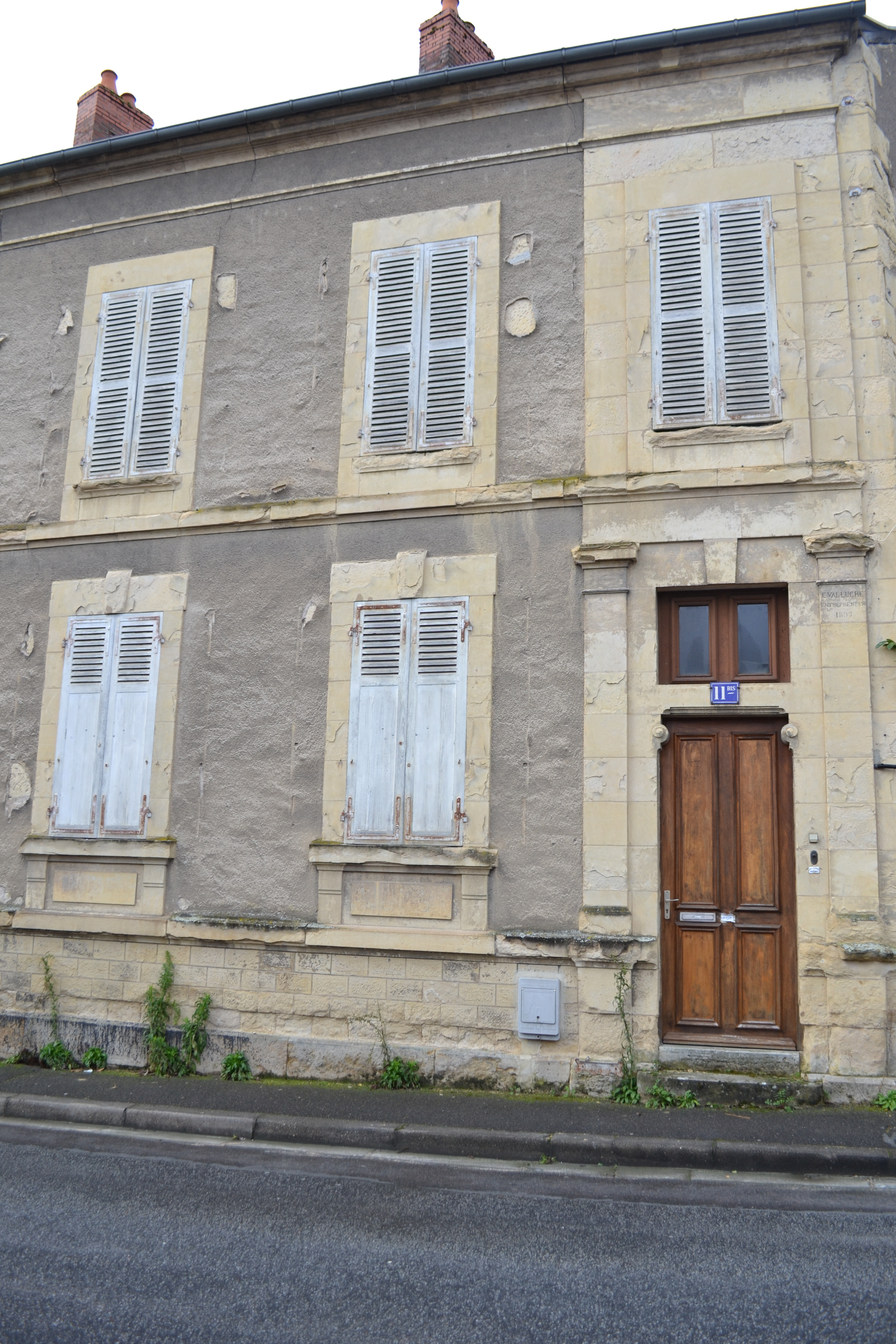
11 bis, rue Jean-Baptiste-Grasset à Nevers.

Retiré à Nevers avec son frère Victor l'année suivante, il y est suppléant du juge de paix, président de la Société académique du Nivernais qu'il a fondée un an et demi auparavant,, de la Libre Pensée de Nevers, membre de la Ligue des Droits de l'Homme, membre perpétuel de la Ligue de l'enseignement et de nombreuses sociétés d'art, de littérature, d'assistance, de mutualisme, etc. Il donne également de nombreuses notes à l'Intermédiaire des chercheurs et des curieux, dont il est le collaborateur depuis la fondation.
Il est nommé officier de l'instruction publique le 19 janvier 1900, avant de mourir 8 ans plus tard. Sa dernière demeure, le 11 bis rue Jean-Baptiste-Grasset à Nevers, fut offerte par son frère et la femme de celui-ci trois ans après sa mort à la Société académique du Nivernais. Lors de ses obsèques, pas moins de sept discours sont prononcés et toutes les autorités départementales sont présentes.

## Hommage
Il existe un square Lucien Gueneau, à Luzy, sa ville natale.

## Œuvre
- Croyances populaires, 1re partie
- Recherches sur la Noviodunum Œduorum et sur la Gergovio Boiarum
- Discours prononcés en 1880 (Château-Chinon)
- Deux pièces pour servir à l'histoire de Luzy
- Notes sur les seigneurs de Ternant avant le XIIe siècle
- 1862 : La Perse ancienne et nouvelle (lire en ligne)
- 1880 : Respect à la loi ! À la porte, les Jésuites ! (lire en ligne)
- 1882 : Les Conséquences de la Révocation de l'Édit de Nantes, souvenirs d'un prisonnier de guerre. Ma correspondance avec mon évêque
- 1882 : Allocution prononcée à Gex
- 1884 : Un chapitre de l'histoire de LuzyRéédité sous le titre L'Histoire de Luzy en 2006 à Paris aux éditions Res Universis, coll. « Monographies des villes et villages de France » (ISBN 2-8776-0356-3), puis le 1er décembre 2004.
- 1884 : Causerie à mes concitoyens, distribution des Prix des Écoles communales de Luzy
- 1886 : Us et Coutumes du Morvand
- 1887 : Deux mots sur nos sorciers
- 1888 : Saint-Pierre de Luzy
- 1890 : Un Noël morvandeau
- 1892 : Nos bons Saints miracleurs et guérisseurs
- 1892 : À la porte, les Jésuites !, 1re partie
- 1894 :  Croyances et coutumes de chez nous
- 1894 : Le Droit de chasse à Arleuf-en Morvand en 1494
- 1894 : La Terre, évolution de la vie à sa surface, son passé, son présent, son avenir, par Emmanuel Vauchez (lire en ligne)
- 1894 : Études scientifiques sur la Terre, évolution de la vie à sa surface, son passé, son présent, son avenir, par Emmanuel Vauchez, Paris
- 1896 : À la porte, les Jésuites !, 2e partie
- 1897 : Luzy, nos médecins
- 1898 : Extrait des Mémoires d'Isaïe Bonfils, propriétaire-agriculteur au hameau de Chauvetière, paroisses de Fléty et de Tazilly, 1700 et 1740
- 1900 : Les Chemins gaulois et les chemins romains dans le pays éduen
- 1901 : Deux découvertes archéologiques, cippes funéraires, à Poil
- 1902 : Occupation de Nevers par les armées alliées en 1815
- 1903 : Nos bons Saints miracleurs et guérisseurs : monsieur Saint Martin, le bon Saint Gengoux, Imprimerie de la Tribune, Nevers, 60 p. (lire en ligne)Réédité le 1er mai 2013 aux éditions Hachette Livre-BNF, coll. « Religion » (ISBN 978-2012781504).

Lucien Gueneau a également publié de nombreux articles dans des journaux politiques, République de Nevers, l'Union républicaine de la Nièvre et la Vendée républicaine.